# Tiurana
Tiurana es un municipio español perteneciente a la provincia de Lérida, en la comunidad autónoma de Cataluña. Se halla situado en la comarca de la Noguera. Desde mediados del siglo XIX incluye el antiguo municipio de Miralpeix. Oficialmente inaugurado en 2007, el pueblo hereda el nombre de la antigua villa de Tiurana, abandonada en 1999 por motivo de la construcción del pantano de Rialb.

## Historia
El castillo de la villa aparece citado en documentos de 1278 como perteneciente al condado de Urgel. Formó parte del condado hasta 1414 cuando Fernando I de Aragón lo cedió al sobrino del arzobispo de Tarragona, Pere Blanc. En el siglo XIII formaba parte de la veguería de Agramunt y en el siglo XVII del corregimiento de Cervera.

## Demografía
Cuenta con una población de 66 habitantes (INE 2024).
| Gráfica de evolución demográfica de Tiurana entre 1842 y 2021 |
| |
| Población de derecho según los censos de población del INE Población de hecho según los censos de población del INEEntre el censo de 1857 y el anterior, crece el término del municipio porque incorpora a 255238 (Miralpeix) |

## Cultura
La iglesia parroquial está dedicada a San Pedro. Es de estilo gótico tardío y, según consta en una inscripción en la portalada, fue construida en 1545. Tiene anexo un campanario de espadaña. En las afueras del pueblo se encuentra una ermita románica dedicada a San Ermengol. 
Tiurana celebra su fiesta mayor en el mes de septiembre.

## Economía
La principal actividad económica es la agricultura. Destacan los cultivos de trigo, patatas, alfalfa y hortalizas.